# Томенарик
Томенари́к (каз. Төменарық) — село у складі Жанакорганського району Кизилординської області Казахстану. Адміністративний центр та єдиний населений пункт Томенарицького сільського округу.
Населення — 3716 осіб (2021; 4069 у 2009, 4175 у 1999, 4236 у 1989).

## Персоналії
Уродженкою села є Іскакова Разія Шакенівна (1922—2010), нагороджена медаллю імені Флоренс Найтінгейл.